# Sognavo le nuvole colorate
Sognavo le nuvole colorate è un film documentario del 2008 diretto da Mario Balsamo e prodotto da Thomas Torelli, che racconta l'esperienza di Edison Duraj, un giovane ragazzo albanese che vive in Italia e intraprende un viaggio di ritorno in Albania insieme al suo amico Alessandro, per incontrare la sua famiglia dopo quasi un decennio.

## Produzione
Il documentario è stato girato in parte a Lecce ed in parte in Albania. 

## Distribuzione
Il film ha partecipato a numerosi concorsi nazionali. La prima visione è avvenuta al cinema Santa Lucia di Lecce e di seguito, a scopo educativo riguardo all'immigrazione in Italia, è stato proiettato in tutte le scuole medie di Lecce.